# Dobrovnik
Dobrovnik este o localitate din comuna Dobrovnik, Slovenia, cu o populație de 933 de locuitori.